# باهیا
باهیا (به پرتغالی: Bahia) یکی از ۲۷ ایالت‌های برزیل است که در شمال شرقی این کشور کنار اقیانوس اطلس قرار دارد.

## جغرافیا
باهیا چهارمین ایالت پر جمعیت برزیل بعد از سائوپائولو، میناس ژرایس، و ریودوژانیرو است. مرکز ایالت باهیا شهر سالوادور است. این ایالت ۵۶۴٬۶۹۲ کیلومتر مربع مساحت دارد. در سال ۲۰۰۶ جمعیت آن ۱۳٬۹۵۰٬۱۴۶ نفر تخمین زده شده‌است.

## نگارخانه

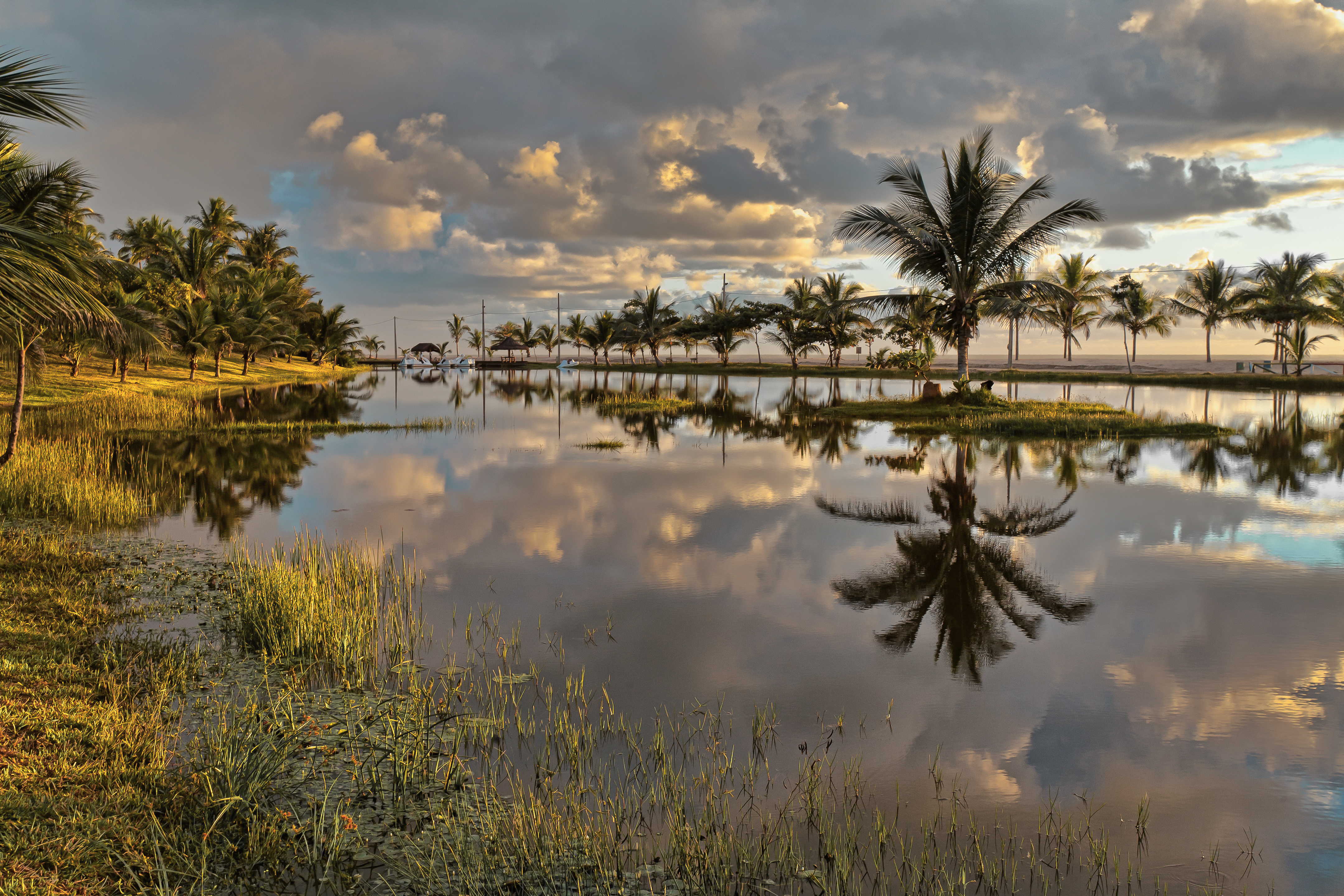
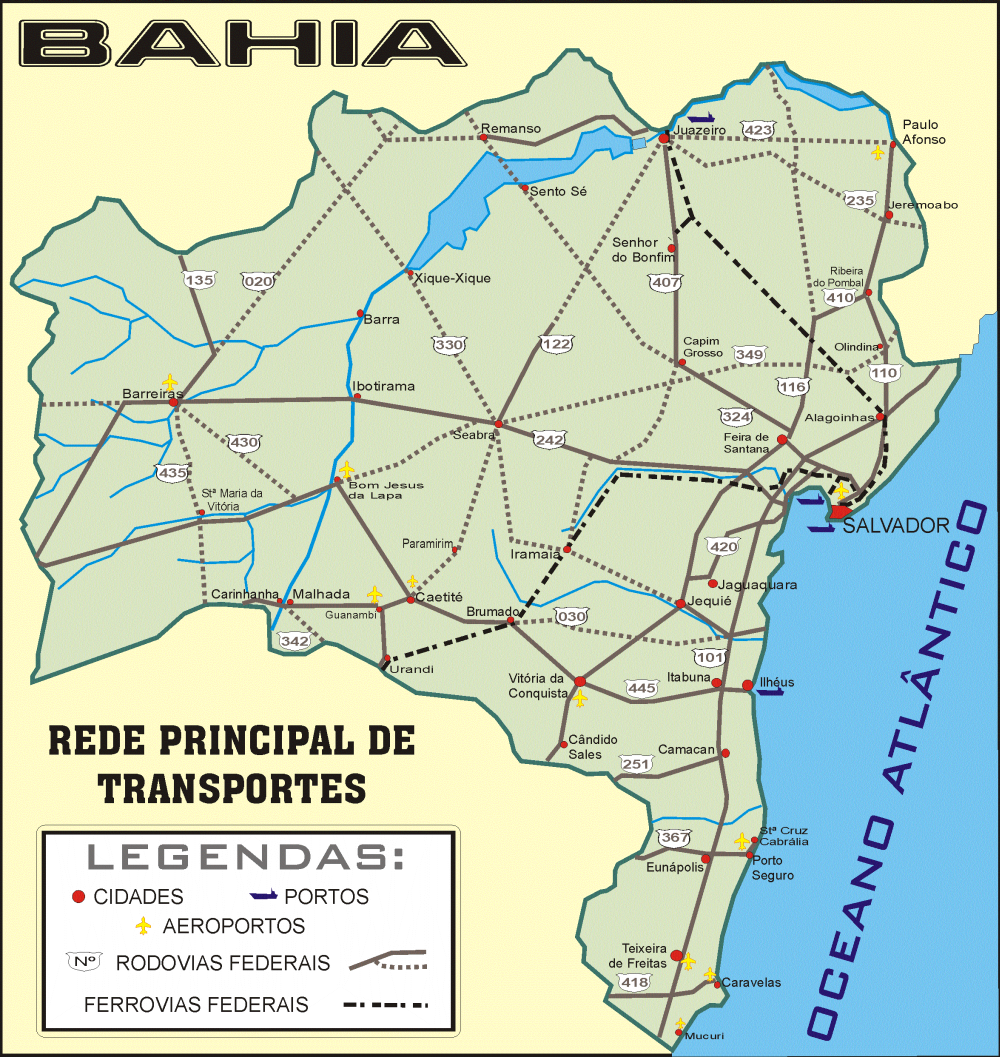
نقشه حمل و نقل
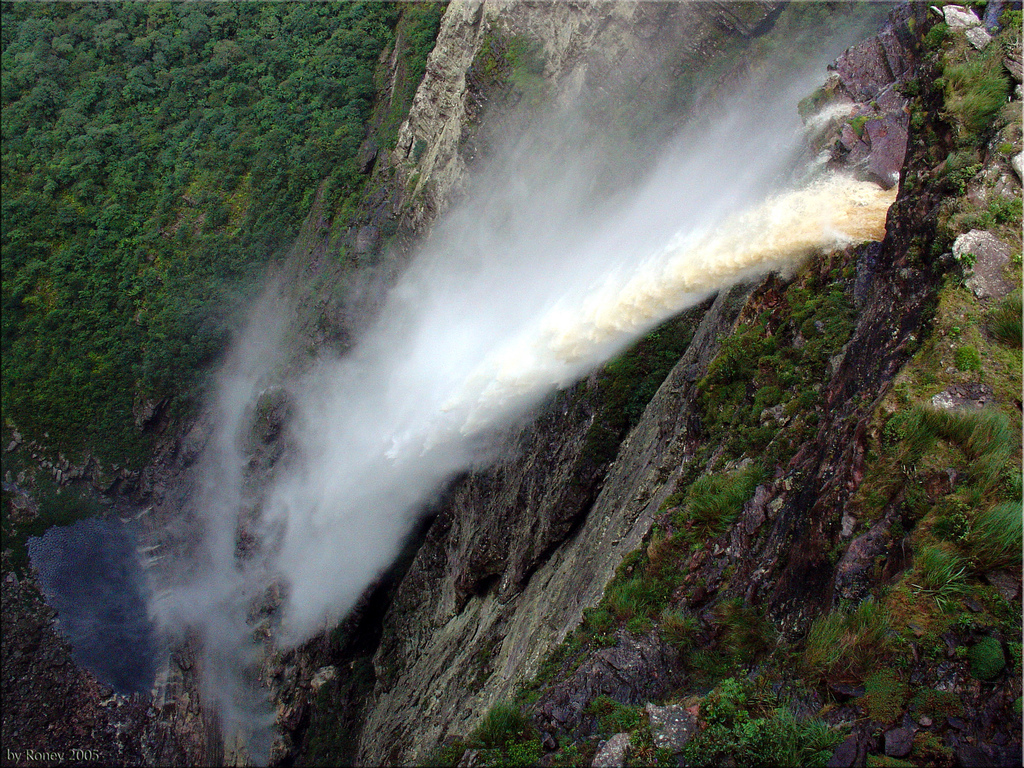
آبشار فوماکا
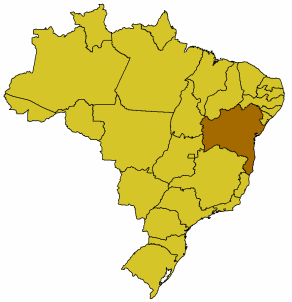